# Jiří Trnka (futebolista)
Jiří Trnka (2 de dezembro de 1926 - 1 de março de 2005) foi um futebolista checo, que atuava como defensor.

## Carreira
Jiří Trnka fez parte do elenco da Seleção Tchecoslovaca de Futebol que disputou a Copa do Mundo de 1954.

## Ligações Externas
- Perfil em FIFA.com (em inglês)